# Joey Marella
Joey Marella (Willingboro, 28 febbraio 1963 – Willingboro, 4 luglio 1994) è stato un arbitro statunitense di wrestling, che ha lavorato nella World Wrestling Federation.
Era il figlio adottivo dell'ex wrestler e commentatore della WWF Gorilla Monsoon (1937-1999).

## Carriera
Joey Marella debutta nella World Wrestling Federation nel 1983. Nel corso della sua carriera arbitrò match storici, come ad esempio: il match di WrestleMania III, che vedeva contrapposti Hulk Hogan e André the Giant o il match di SummerSlam 1992 tra Bret Hart e Davey Boy Smith. È stato anche partecipe della controversia della Royal Rumble 1994, dove l'allora arbitro WWF, Earl Hebner non sapeva chi dovesse decretare vincitore del Royal Rumble Match tra Bret Hart e Lex Luger.

## Morte
Joey Marella morì il 4 luglio 1994 a causa di un incidente stradale, all'età di 31 anni. Nell'auto con lui c'era il collega Bruno Lauer, che si ferì. Egli aveva la cintura di sicurezza, invece Marella no. In sua memoria l'annunciatore Tony Chimel (suo grande amico) ha dato a suo figlio il nome Joey.